# Death Note: Light Up the New World
Death Note: Light Up the New World (jap. デスノート Light up the NEW world Desu Nōto Light up the NEW world) – japoński film w reżyserii Shinsukego Satō z 2016 roku. Film oparty jest na serii Death Note autorstwa Tsugumi Ōby, ilustrowanej przez Takeshiego Obatę, i jest sequelem Death Note: Ostatnie imię (2006), ale tematycznie jego akcja odbywa się po miniserialu Death Note: New Generation. Premiera odbyła się w Japonii 29 października 2016 roku, był dystrybuowany przez Warner Bros..
Piosenka przewodnia, pt. „Dear Diary”, a także utwór „Fighter” zostały wykonane przez Namie Amuro.

## Obsada
- Masahiro Higashide jako Tsukuru Mishima
- Sosuke Ikematsu jako Ryūzaki, prywatny detektyw i następca L’a
- Masaki Suda jako Yūki Shien
- Erika Toda jako Misa Amane
- Rina Kawaei jako Sakura Aoi
- Mina Fujii jako Shō Nanase
- Nakamura Shidō II jako Ryūk (głos)
- Sōta Aoyama jako Tōta Matsuda
- Eiichirō Funakoshi jako Kenichi Mikuriya
- Miyuki Sawashiro jako Arma (głos)
- Tori Matsuzaka jako Beppo (głos)
- Ken’ichi Matsuyama jako L
- Tatsuya Fujiwara jako Light Yagami
- Kensei Mikami jako Teru Mikami

## Odbiór
Film sprzedał się w liczbie 342309 biletów, zarabiając 458 645 800 jenów podczas otwarcia. Był 11. najbardziej dochodowym filmem w Japonii, zarobił 2,2 mld jenów.